# Hans von Petersen
 Der er flere personer med dette navn, se Hans Petersen.
Hans von Petersen (født 24. februar 1850 i Husum, død 18. juni 1914 i München) var en tysk maler. 
Petersen blev fornemmelig uddannet i England. Vidtstrakte rejser (Indien, Amerika, Afrika) gjorde ham søgt som illustrator til tyske tidsskrifter; han har udført adskillige panoramaer (kolonialpanoramaet i Berlin) og dioramaer og malet mariner (den tyske flåde i Kiel etc.).